# 6-Stunden-Rennen von Watkins Glen 1979

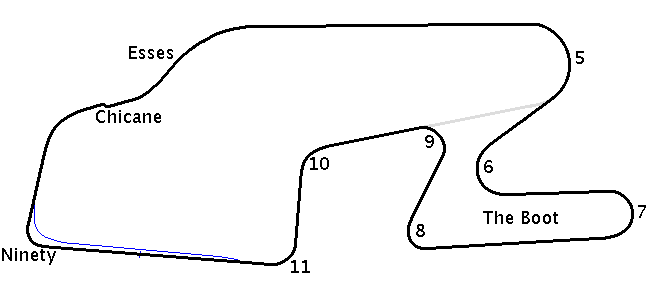
Streckenlayout 1979

Das 6-Stunden-Rennen von Watkins Glen 1979, auch 6-Hours including The Trans-Am and The Can-Am for the SCCA Citicorp Can-Am Challenge, The Glen, Toyota Paces The Races, Watkins Glen Grand Prix Circuit, fand am 7. Juli in Watkins Glen statt und war der zwölfte Wertungslauf der Sportwagen-Weltmeisterschaft dieses Jahres.

## Das Rennen
Im Gegensatz zu den Rennen der Marken-Weltmeisterschaft in Europa, wo die Meisterschaft ein scheinbar nicht aufzuhaltendes Siechtum erlebte, erfreuten sich die Rennen in Nordamerika großer Beliebtheit. 43 Teams mit internationalen Fahrerbesatzungen gingen am Rennsonntag ins Rennen. Für die Brüder Don und Bill Whittington, die das Rennen mit vier Runden Vorsprung vor Rolf Stommelen, Dick Barbour sowie dem Hollywood-Schauspieler und Amateurrennfahrer Paul Newman gewannen, war es bereits der vierte Saisonerfolg. Davor siegten sie beim 6-Stunden-Rennen von Riverside, dem 24-Stunden-Rennen von Le Mans (mit Klaus Ludwig als drittem Fahrer) und dem 6-Stunden-Rennen von Daytona (mit Dennis Shaw). Wie in Le Mans war in Watkins Glen Klaus Ludwig der dritte Fahrer. Einsatzfahrzeug war in allen Fällen ein Porsche 935.

## Ergebnisse

### Schlussklassement
| 1               | Gr. 5   | 94 | Whittington Brothers Kremer Racing          | Don Whittington Klaus Ludwig Bill Whittington          | Porsche 935/77A                   | 175 |
| 2               | Gr. 5   | 70 | Dick Barbour Performance                    | Rolf Stommelen Dick Barbour Paul Newman                | Porsche 935                       | 171 |
| 3               | Gr. 5   | 71 | Dick Barbour Performance                    | Rob McFarlin Roy Woods Bob Akin                        | Porsche 935                       | 170 |
| 4               | Gr. 5   | 20 | Andial Porsche Service                      | Elliott Forbes-Robinson Randolph Townsend Brett Lunger | Porsche 935                       | 169 |
| 5               | Gr. 5   | 18 | J.L.P. Racing Inc.                          | John Paul senior Al Holbert                            | Porsche 935 JLP-1                 | 167 |
| 6               | GT      | 44 | JRT Quaker State                            | Bob Tullius Brian Fuerstenau                           | Triumph TR8                       | 162 |
| 7               | Gr. 5   | 95 | Whittington Brothers                        | Bill Whittington Brian Redman Johnny Rutherford        | Porsche 935/79                    | 161 |
| 8               | Gr. 5   | 72 | Dick Barbour Performance                    | Skeeter McKitterick Buzz Marcus Bob Garretson          | Porsche 935                       | 161 |
| 9               | Gr. 5   | 5  | K.W.M. Racing                               | Kenper Miller Dave Cowart                              | BMW 3.5 CSL                       | 161 |
| 10              | GT      | 38 | Boricua Motors Corp.                        | Bonky Fernandez Tato Ferrer                            | Porsche Carrera RSR               | 160 |
| 11              | GT      | 97 | Framm Promotions                            | Roger Schramm Werner Frank                             | Porsche Carrera RSR               | 158 |
| 12              | Gr. 5   | 66 | Stanton/Barbour                             | Tuck Thomas Norm Ridgely Robert Kirby                  | Porsche 935                       | 155 |
| 13              | GT      | 92 | E. F. Miller & Co. Wayne County Auto        | Sam Feinstein Michael Oleyar Nick Engels               | Chevrolet Corvette 454            | 149 |
| 14              | GT      | 43 | Phantom Racing                              | Frank Joyce Tom Frank                                  | Chevrolet Corvette 454            | 144 |
| 15              | GT      | 21 | Oftedahl Racing                             | John Wood Mario Gomez Carl Shafer                      | Chevrolet Camaro                  | 144 |
| 16              | GT      | 10 | Oftedahl Racing                             | John Huber Daniel Muniz Miguel Muniz                   | Chevrolet Camaro                  | 142 |
| 17              | GT      | 77 | Bruce Jennings                              | Bruce Jennings Bob Beasley Bill Bean                   | Porsche 911S                      | 142 |
| 18              | GT      | 29 | Stratagraph Inc.                            | Hoyt Overbagh Billy Hagan                              | Chevrolet Monza 355               | 140 |
| 19              | GT      | 16 | Tom's Mechanical Emporium Kassel Auto Parts | Neil Kassel Tom Roberts                                | Chevrolet Camaro 350              | 136 |
| 20              | GT      | 25 | Maier Racing Inc.                           | William Maier Art Siri Ed Hinchcliff                   | Ford Mustang Mach 1 302           | 126 |
| 21              | GT      | 90 | Rynone Industries                           | Thomas Rynone Neil Wiernicki Michael Wiernicki         | Chevrolet Corvette 427            | 121 |
| 22              | GT      | 37 | Kassel Auto Parts                           | Paul Schulte John Cleveland                            | Chevrolet Corvette String Ray 350 | 105 |
| 23              | Gr. 5   | 52 | Fred Schuler Inc.                           | Robert Schuler David Schuler                           | Datsun 280Z                       | 98  |
| Ausgefallen     |         |    |                                             |                                                        |                                   |     |
| 24              | Gr. 5   | 6  | CMR Inc.                                    | Charles Mendez Paul Miller                             | Porsche 935                       | 167 |
| 25              | Gr. 5   | 13 | Hal Shaw Racing                             | Hal Shaw Gary Belcher                                  | Porsche 935                       | 120 |
| 26              | Gr. 5   | 7  | Heimrath Racing                             | Ludwig Heimrath senior Carlos Moran                    | Porsche 935                       | 117 |
| 27              | GT      | 80 | Maurice Carter                              | Maurice Carter Tony DeLorenzo                          | Chevrolet Camaro                  | 115 |
| 28              | GT      | 47 | Doug Lutz                                   | Jon McKnight Doug Lutz                                 | Porsche Carrera RSR               | 111 |
| 29              | Special | 3  | BMW of North America and Munich             | Jim Busby Manfred Winkelhock David Hobbs               | BMW M1                            | 96  |
| 30              | GT      | 55 | Intrepid Design Inc.                        | Alan Howes David Sturtevant                            | Porsche Carrera                   | 78  |
| 31              | Gr. 5   | 85 | Bayside Disposal Racing                     | Peter Gregg Hurley Haywood Bruce Leven                 | Porsche 935                       | 72  |
| 32              | Gr. 5   | 0  | Interscope Racing                           | Ted Field Danny Ongais                                 | Porsche 935/79                    | 48  |
| 33              | GT      | 23 | Metal Craft Racing                          | Bob Zulkowski Bernie Storc                             | Porsche 914/6                     | 48  |
| 34              | GT      | 30 | University of Pittsburgh Auto Racing Team   | Bob Fryer Ed Lowther                                   | AMC Javelin                       | 48  |
| 35              | Gr. 5   | 57 | Monte's Motor Co.                           | Neil Shelton Monte Shelton                             | Porsche 935                       | 46  |
| 36              | GT      | 64 | Endurance Racing Enterprises                | Bob Baechle Craig Carter                               | Chevrolet Corvette 427            | 25  |
| 37              | GT      | 65 | Al Salerno                                  | Al Salerno Bob Lapane                                  | Chevrolet Corvette 454            | 25  |
| 38              | GT      | 93 | E. F. Miller & Co. Little Foreign Car Shop  | Michael Oleyar Nick Engels                             | Chevrolet Corvette 454            | 18  |
| 39              | GT      | 51 | Tom Aquilante                               | Tom Aquilante David Wolpert Wade White                 | Chevrolet Corvette 350            | 15  |
| 40              | GT      | 11 | Oftedahl Racing                             | Daniel Muniz Carl Shafer                               | Chevrolet Camaro                  | 11  |
| 41              | GT      | 19 | Chris Cord Racing                           | Chris Cord Jim Adams                                   | Chevrolet Monza 350               | 10  |
| 42              | Gr. 5   | 09 | Bayside Disposal Racing                     | Rick Mears Preston Henn Peter Gregg                    | Porsche 935/77A                   | 7   |
| 43              | GT      | 15 | Motion Merchants                            | James Mancuso David Kicak                              | Chevrolet Corvette 355            | 3   |
| Nicht gestartet |         |    |                                             |                                                        |                                   |     |
| 44              | Gr. 5   | 00 | Interscope Racing                           | Danny Ongais Ted Field                                 | Porsche 935/77A                   | 1   |
| 45              | T       | 42 | Bill Scott Racing Development               | Milt Minter Bill Scott                                 | VW Rabbit                         | 2   |
| 46              | T       | 61 | Faza Squadra                                | Al Cosentino Craig Fisher                              | Mazda RX-3                        | 3   |
| 47              | GT      | 91 | HDJ                                         | Fred Werl Jimmy Spencer John Vecchi                    | Ford Mustang                      | 4   |
| 48              | GT      | 98 | Larry Green Bauer Racing                    | Larry Green John Bauer                                 | Porsche Carrera RSR               | 5   |

1 Ersatzwagen
2 nicht gestartet
3 nicht gestartet
4 nicht gestartet
5 nicht gestartet

### Nur in der Meldeliste
Hier finden sich Teams, Fahrer und Fahrzeuge, die ursprünglich für das Rennen gemeldet waren, aber aus den unterschiedlichsten Gründen daran nicht teilnahmen.
| Pos. | Klasse | Nr. | Team                         | Fahrer                                       | Chassis                |
| ---- | ------ | --- | ---------------------------- | -------------------------------------------- | ---------------------- |
| 49   | GT     | 12  | Oftedahl Racing              | Carl Shafer Daniel Muniz                     | Chevrolet Camaro       |
| 50   | GT     | 35  | Jacques Bienvenue            | Jacques Bienvenue Marc Dancose Jacques Duval | Porsche Carrera        |
| 51   | GT     | 60  | John Brandt                  | John Brandt John Wood                        | Chevrolet Corvette 350 |
| 52   | Gr. 5  | 73  | Dick Barbour Performance     | Robert Kirby John Hotchkis                   | Porsche 935            |
| 53   | GT     | 74  | Chet's Speed Shop            | David Jones Ted Sullivan                     | Chevrolet Camaro       |
| 54   | T      | 81  | Al Speyer                    | Al Speyer Pat Farrell                        | Datsun 510             |
| 55   | GT     | 83  | Hamilton House Overby Racing | Joseph Hamilton Robert Overby                | Porsche 911            |

### Klassensieger
| Klasse  | Fahrer                  | Fahrer           | Fahrer           | Fahrzeug    | Platzierung im Gesamtklassement |
| ------- | ----------------------- | ---------------- | ---------------- | ----------- | ------------------------------- |
| Gr. 5   | Don Whittington         | Klaus Ludwig     | Bill Whittington | Porsche 935 | Gesamtsieg                      |
| GT      | Bob Tullius             | Brian Fuerstenau |                  | Triumph TR8 | Rang 6                          |
| Special | kein Teilnehmer im Ziel |                  |                  |             |                                 |

### Renndaten
- Gemeldet: 55
- Gestartet: 43
- Gewertet: 23
- Rennklassen: 3
- Zuschauer: unbekannt
- Wetter am Renntag: warm und trocken
- Streckenlänge: 5,435 km
- Fahrzeit des Siegerteams: 6:00:09,970 Stunden
- Gesamtrunden des Siegerteams: 175
- Gesamtdistanz des Siegerteams: 951,082 km
- Siegerschnitt: 158,440 km/h
- Pole Position: Rolf Stommelen – Porsche 935 (#70) – 1:50,354 = 177,293 km/h
- Schnellste Rennrunde: Rolf Stommelen – Porsche 935 (#70) – 1:54,760 = 170,483 km/h
- Rennserie: 12. Lauf zur Sportwagen-Weltmeisterschaft 1979